# 내털리 코글린
내털리 앤 코글린(Natalie Anne Coughlin, 1982년 8월 23일~)은 미국의 수영 선수이다.
2008년 베이징 올림픽에서 그녀는 근대 올림픽 역사상 미국의 여성 선수 처음으로 6개의 메달을 따고, 100m 배영 2연승을 한 첫 여성 선수가 되었다.
코글린의 성공은 그녀가 1회의 올해의 세계 수영 선수 상과 3회의 올해의 미국 수영 선수 상을 수여되는 계기가 되었다. 그녀는 올림픽, 세계선수권, 팬패시픽 선수권 대회에서 22개의 금메달, 17개의 은메달, 10개의 동메달을 획득하여 총 48개의 메달을 거머쥐었다.

## 생애
캘리포니아주 벌레이오에서 태어난 코글린은 아일랜드와 필리핀(4분의 1)의 혈통이다. 콩코드에 있는 캐론들렛 고등학교에서 수학하였으며, 그녀가 10개월 밖에 안될 무렵에 지방 YMCA에서 첫 수영을 시작하였다. 15세 때에 그녀는 14개의 모든 종목에서 하계 국립 대회에 합격한 첫 수영 선수가 되었다. 2005년 캘리포니아 대학교 버클리에서 심리학 문학사를 취득하였다.
2006년 동계 올림픽이 열리는 동안 그녀는 MSNBC 인스튜디오 사회로서 일하였다.

## 수영 선수 경력

### 고등학교
고등학생 시절에 코글린은 2개의 국립 고등학교 기록을 깼다 - 200 야드(1분 59.45초)와 100 야드 배영(52.86초).

### 아테네 올림픽
2004년 아테네 올림픽에서 코글린은 100m 배영에서 금메달을 획득하였고, 제니 톰프슨, 카라 린 조이스, 어맨다 위어와 함께 은메달을 딴 400m 자유형 계주 팀의 일원이었다. 또한 그녀는 800m 자유형 계주에서 세계 기록을 깨고 금메달을 땄으며, 400m 혼계영에서 은메달과 100m 자유형에서 동메달을 획득하였다.

### 2007년 세계 수상 선수권 대회
2007년에 열린 세계 수상 선수권 대회에서 코글린은 5개의 메달 - 금메달 2개, 은메달 2개, 동메달 1개를 획득하였다. 400m 자유형 계주에서 어맨다 위어, 카라 린 조이스, 레이시 나이마이어와 함께 은메달을 따고 다음날 100m 접영에서 미국 기록 57.34초와 함께 3위를 하였다. 100m 배영에서는 자신이 2002년에 수립한 세계 기록을 깨고 57.34초의 기록을 세웠다.
800m 자유형 계주가 시작된 날에 코글린은 1분 56.43초의 미국 기록을 세워 케이티 호프의 하루 기록 1분 57.09초를 깼으며, 미국 팀은 7분 50.09초의 세계 기록과 함께 우승하였다. 다음날에 열린 100m 자유형에서 자신이 준결승전에서 선수권 대회 기록을 세움에 불구하고 4위로 오고 말았다. 400m 혼계영에서 나이마이어, 타라 커크, 레이철 코미사즈와 함께 은메달을 땄다.

### 2008년 베이징 올림픽
자신의 2번째 올림픽 출연으로 알려진 2008년 베이징 올림픽에서 코글린은 미국 여성 처음으로 하나의 올림픽에서 6개의 메달을 딴 선수가 되었다. 그녀는 5개의 올림픽에 출전한 데어라 토러스와 4개의 올림픽에 출전한 어맨다 비어드와 함께 미국 여자 수영 팀의 공동 주장이었다. 100m 배영에서 2연승을 하여 여성 처음으로 그 종목에서 타이틀을 유지한 선수가 되었다.
레이시 나이마이어, 카라 린 조이스, 데어라 토러스와 함께 400m 자유형 계주에서 은메달을 따고 3개의 동메달(200m 개인혼영, 800m 자유형 계주, 100m 자유형)을 땄다. 토러스, 리베카 소니, 크리스틴 매그너슨과 함께 자신의 마지막 경주 400m 혼계영에서 은메달을 따기도 하였다.

### 2010년 미국 하계 국립 대회
18개월의 휴식을 취한 후, 코글린은 2010년에 열린 코노코 필립스 하계 국립 대회에 돌아왔다. 그녀는 100m 배영에서 팬패시픽 게임을 위하여 합격하였다.
팬패시픽 게임 전에 코글린과 어맨다 비어드는 다시 한번 미국 팀의 공동 주장으로 뽑혔다. 단 하나의 종목에 출전하는 데 합격에 불구하고 코글린은 100m 자유형과 배영에 계약을 맺었다. 100m 자유형에서 팬패시픽 신기록 53.67초를 세우면서 금메달을 획득하였다. 100m 배영에서는 3위를 하였고, 400m 자유형 계주와 400m 혼계영에서 2개의 금메달을 획득하였다.

### 2012년 런던 올림픽
2012년 네브래스카주 오마하에서 열린 미국 올림픽 선발 시합에서 29세의 베테랑 코글린은 자신이 경연에서 미국 수영 선수들의 더 어린 세대와 함께 함을 찾았다. 100m 배영 결승전에서 10대 선수들 미시 프랭클린과 레이철 부츠마에 밀려 3위를 하고 100m 접영에서 7위를 하였다. 100m 자유형에도 나가 6위를 하고 400m 자유형 계주의 예비 시합들에서 일원으로 나가는 데 합격하였다. 런던 올림픽에서 그녀는 400m 자유형 계주의 진출 시합에서 헤엄을 치고 결승전에 나가지 않았으나, 미국 팀이 3위를 하면서 동메달을 땄다. 그녀의 12번째 올림픽 메달이면서 미국 여성 선수들에 의하여 가장 많은 올림픽 메달로 제니 톰프슨과 데어라 토러스에 의하여 세워진 이전 기록을 매듭졌다.

### 2013년 세계 선수권
2013년 세계 선수권을 위한 선발 시합으로도 알려진 필립스 66 국내 선수권에서 코글린은 단거리 자유형 만을 활약하기로 결정하고 50m와 100m 자유형 종목들에서 헤엄쳤다. 코글린은 50m 자유형과 400m 자유형 계주에 나가는 데 합격하였다. 50m 자유형에서 24.97초로 16세의 시몬 매뉴얼에 앞서 1위를 하였다. 선수권 대회의 첫 밤에 400m 자유형 계주에서 금메달을 획득하였다.

## 같이 보기
- 올림픽 다관왕 목록
- 올림픽 수영 여자 메달리스트 목록
- 수영 세계 기록 목록
- 수영 배영 100m 세계 기록 추이
- 수영 접영 100m 세계 기록 추이
- 수영 개인혼영 100m 세계 기록 추이
- 수영 배영 200m 세계 기록 추이
- 수영 혼계영 400m 세계 기록 추이
- 수영 계영 800m 세계 기록 추이